# Gambit Gaming
Gambit Gaming oder Gambit Esports, kurz Gambit, GG oder GG.BenQ, ist eine im Januar 2013 gegründete E-Sport-Organisation mit Schwerpunkt in der Region der Gemeinschaft Unabhängiger Staaten. Sie wurde durch Erfolge in der Disziplin League of Legends bekannt, in welcher sie bis Ende 2015 in der LCS aktiv war.

## Geschichte

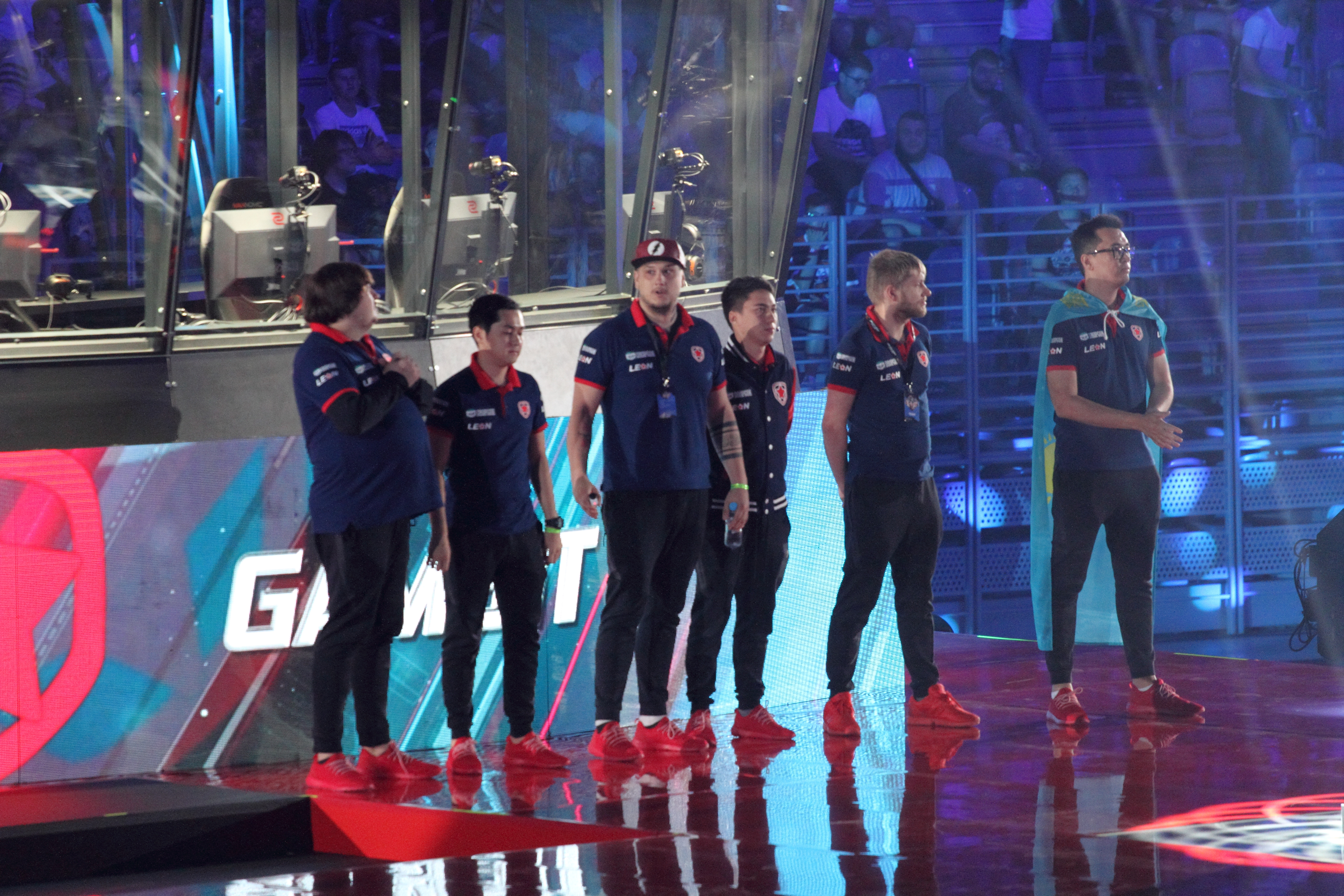
Gambit Gaming CS:GO-Team beim PGL Major: Kraków 2017

Seit Ende des Jahres 2011 spielte das spätere Gambit Gaming League-of-Legends-Team bei der Multigaming-Organisation Moscow Five. Durch den Sieg beim Intel Extreme Masters Season VI World Championship und dem geteilten dritten Platz bei der Riot Season 2 World Championship zählte das Team zu den erfolgreichsten League-of-Legends-Mannschaften überhaupt.
Nachdem die Organisation Moscow Five in Finanzprobleme geriet, spielte das LoL-Team ab Januar 2013 fortan unter dem Namen Gambit Gaming. Das Team gewann mit dem Intel Extreme Masters (IEM) in Katowice direkt ihr erstes Turnier unter neuem Namen und bezwang dabei die südkoreanischen Schwesterteams Frost und Blaze, die zu dieser Zeit für Azubu spielten, im Halbfinale und Finale.
Es folgten vordere Resultate bei der IEM World Championship und der neugegründeten Profiliga League Championship Series (LCS). Beim Allstar-Turnier im Mai 2013 in Shanghai im stellte Gambit drei Fünftel des europäischen Teams.
Im Juni 2013 musste erstmals ein Teammitglied ausgetauscht werden, nachdem Support-Spieler Edward „Edward“ Abgaryan zu Curse Gaming wechselte. Zuvor war das Line-Up seit Moscow-Five-Zeiten unverändert.
Beim Saisonhöhepunkt, der Riot Season 3 World Championship, überstand das Team die Gruppenphase auf Platz 2 hinter Fnatic und vor Samsung Galaxy Ozone. Im Viertelfinale unterlag es dann NaJin Black Sword mit 1:2 und gewann somit ein Preisgeld von 75.000 US-Dollar. Kurz darauf gewann das Team mit dem Intel Extreme Masters in Köln ein weiteres großes Turnier.
Im Jahr 2014 spielte Gambit in der LCS nur noch im unteren Mittelfeld und verpasste die Qualifikation für die Weltmeisterschaft. Es kam zu einigen Wechseln im Lineup, sodass Ende des Jahres beim 3:1-Finalsieg über Counter Logic Gaming beim IEM Turnier in Köln nur noch zwei der fünf Gründungsmitglieder im Aufgebot standen. Nachdem das Jahr 2015 wenig erfolgreich für die Organisation verlaufen war, wurde Anfang Dezember 2015 der Rückzug aus der LCS bekanntgegeben. Seit 2016 ist Gambit unter dem Namen Gambit.CIS in der auf die GUS-Region beschränkten LoL Continental League aktiv.
Am 8. Januar 2016 wurde die Verpflichtung eines Lineups in Counter-Strike: Global Offensive rund um den Russen Mikhail „Dosia“ Stolyarov bekanntgegeben. Das Team konnte sich durch den Gewinn der CIS Minor Championship 2016 – Columbus für den Offline-Qualifier der MLG Major Championship: Columbus 2016 qualifizieren. Nachdem Gambit in diesem Turnier noch in der Gruppenphase ausgeschieden war, folgte auf der ESL One Cologne 2016 der Einzug ins Achtelfinale. Anfang Oktober 2016 gewann Gambit auf der Adrenaline Cyber League in Moskau 50.000 US-Dollar. Am 12. Oktober 2016 gab die Gambit die Verpflichtung von Danylo „Zeus“ Teslenko, sowie die Verpflichtung des Kasachen Abay „HObbit“ Khassenov auf Leihbasis vom Team Tengri bekannt. Im Juli 2017 erreichte Gambit mit dem Sieg auf dem PGL Major: Kraków 2017 einen sportlichen Höhepunkt. Nach internen Disputen verließen Kapitän Danylo „Zeus“ Teslenko und Coach Mychaylom „Kane“ Blahynm Gambit im August 2017. Zuvor verpflichtete die Organisation Abay „HObbit“ Khassenov fest.

## Spieler

### Counter-Strike: Global Offensive

#### Gambit Youngsters
- Vladislav „nafany“ Gorshkov
- Anton „supra“ Tšernobai
- Dmitry „sh1ro“ Sokolov
- Timofey „interz“ Yakushin
- Sergey „Ax1Le“ Rykhtorov
- Abay „HObbit“ Khassenov

### League of Legends

#### Spieler (Auswahl)
- Evgeny „Darien“ Mazaev (Toplane)
- Danil „Diamondprox“ Reshetnikov (Jungle)
- Aleksei „AlexIch“ Ichetovkin (Midlane)
- Evgeny „Genja“ Andryushin (AD Carry)
- Edward „Edward“ Abgaryan (Support)

(das ursprüngliche M5 bzw. Gambit Gaming Lineup Ende 2011 bis Mitte 2013)

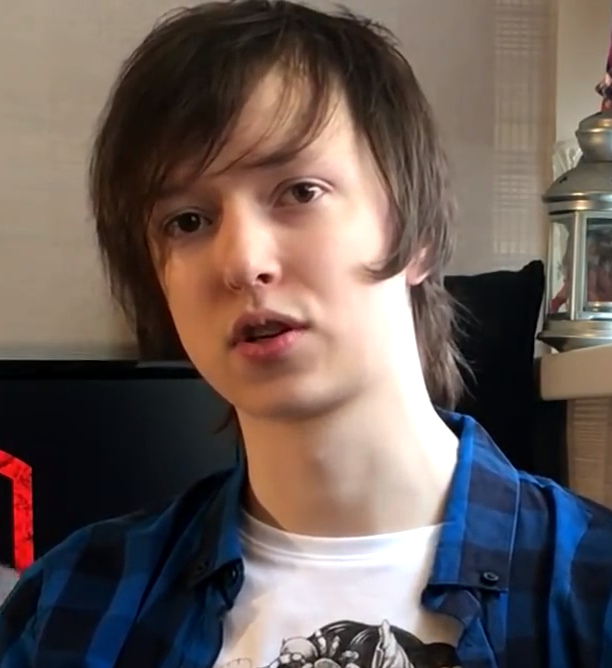
Danil „Diamondprox“ Reshetnikov
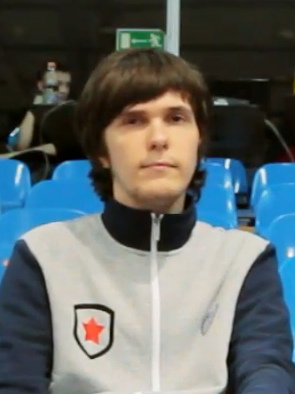
Aleksei „AlexIch“ Ichetovkin
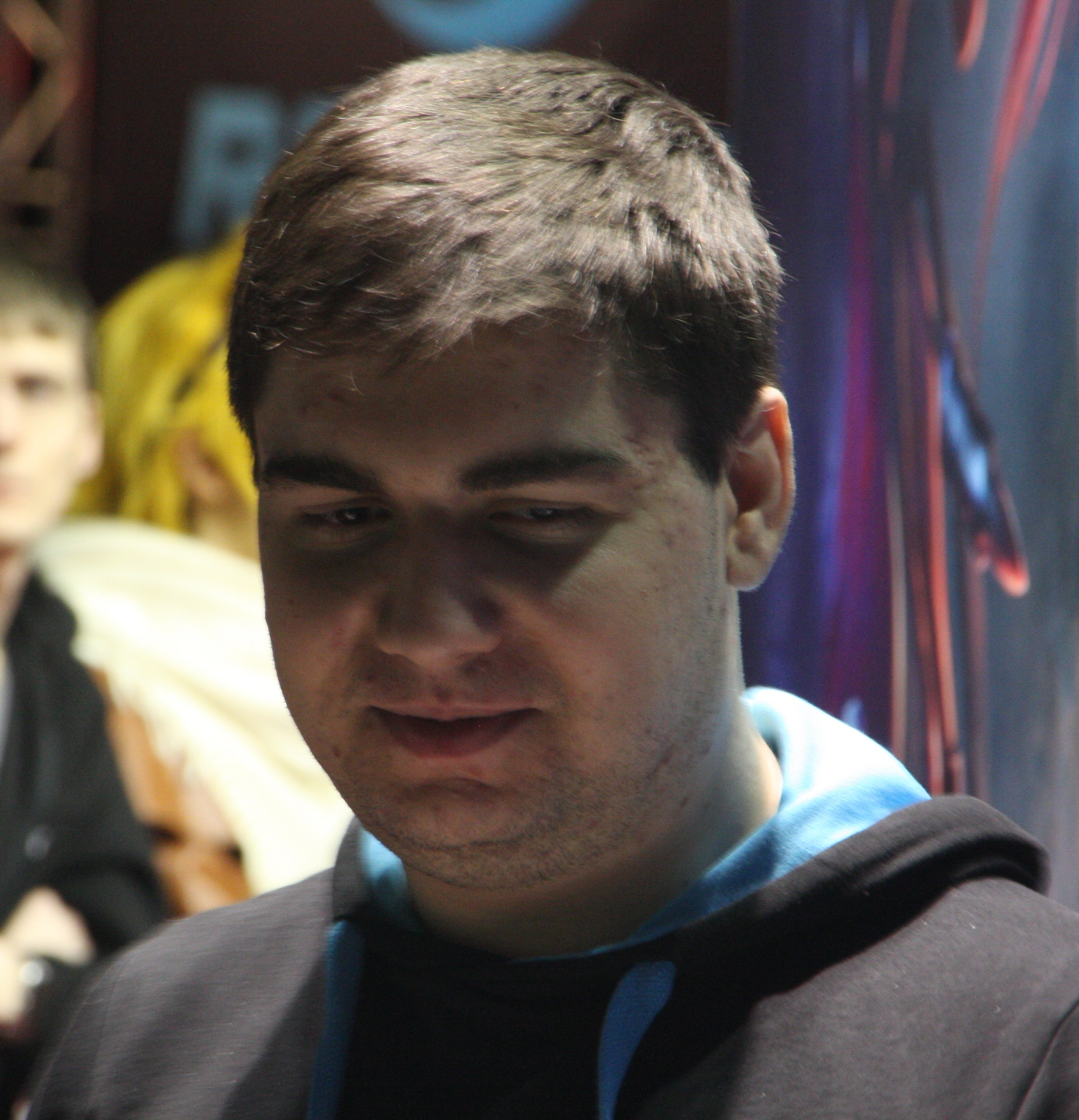
Edward „Edward“ Abgaryan

## Erfolge

### League of Legends
| Datum     | Platz   | Turnier                                                         | Preisgeld |
| --------- | ------- | --------------------------------------------------------------- | --------- |
| Jan. 2013 | 1.      | Intel Extreme Masters Season VII – Global Challenge Katowice    | 15.500 $  |
| Feb. 2013 | 1.      | ESL Major Series – Winter 2012                                  | 02.500 $  |
| Mär. 2013 | 3. – 4. | Intel Extreme Masters Season VII – World Championship           | 13.500 $  |
| Mär. 2013 | 2.      | Major League Gaming – Winter International Exhibition           | 05.000 $  |
| Apr. 2013 | 2.      | League Championship Series – Spring Playoffs                    | 25.000 $  |
| Aug. 2013 | 3.      | League Championship Series – Summer Playoffs                    | 15.000 $  |
| Sep. 2013 | 5. – 8. | Riot World Championship – Season 3                              | 75.000 $  |
| Nov. 2013 | 1.      | Intel Extreme Masters Season VIII – Global Challenge Köln       | 18.500 $  |
| Mär. 2014 | 3. – 4. | Intel Extreme Masters Season VIII – World Championship Katowice | 14.000 $  |
| Apr. 2014 | 5.      | League Championship Series – Spring Playoffs                    |           |
| Jul. 2014 | 7.      | League Championship Series – Summer Playoffs                    |           |
| Dez. 2014 | 1.      | Intel Extreme Masters Season IX – Köln                          | 12.500 $  |
| Apr. 2015 | 5. – 6. | League Championship Series – Spring Playoffs                    |           |
| Jul. 2015 | 8.      | League Championship Series – Summer Playoffs                    |           |

### Counter-Strike: Global Offensive
| Datum     | Platz   | Turnier                              | Preisgeld |
| --------- | ------- | ------------------------------------ | --------- |
| Jan. 2016 | 1.      | MLG Columbus 2016 – CIS Minor        | 030.000 $ |
| Juli 2016 | 5. – 8. | ESL One Cologne 2016                 | 035.000 $ |
| Okt. 2016 | 1.      | Adrenaline Cyber League – LAN Finals | 050.000 $ |
| Nov. 2016 | 1.      | Acer Predator Masters Season 3       | 025.000 $ |
| Nov. 2016 | 1.      | DreamHack Winter 2016                | 050.000 $ |
| Jan. 2017 | 5. – 8. | Eleague Major: Atlanta 2017          | 035.000 $ |
| Feb. 2017 | 5. – 8. | DreamHack Masters Las Vegas 2017     | 015.000 $ |
| Apr. 2017 | 2.      | cs_summit                            | 033.750 $ |
| Apr. 2017 | 1.      | DreamHack Austin 2017                | 050.000 $ |
| Juli 2017 | 1.      | PGL Major: Kraków 2017               | 500.000 $ |
| Sep. 2017 | 3. – 4. | DreamHack Masters Malmö 2017         | 022.000 $ |
| Dez. 2019 | 7. – 8. | DreamHack Open Sevilla 2019          | 02.000 $  |
| Feb. 2021 | 1.      | IEM Katowice 2021                    | 400.000 $ |
| Jun. 2021 | 1.      | BLAST Premier Spring Final 2021      | 225.000 $ |